# Tomorrowland: A World Beyond
Tomorrowland: A World Beyond (även känd som Tomorrowland) är en amerikansk science fiction-äventyrsfilm regisserad av Brad Bird, och medskriven och producerad av Bird och Damon Lindelof. I filmen medverkar George Clooney, Hugh Laurie, Britt Robertson och Raffey Cassidy. Filmen handlar om en genialisk uppfinnare (Clooney) och en tonårig vetenskapsentusiast (Robertson) som går in i "Tomorrowland", en dimension där deras handlingar direkt påverkar världen och de själva.
Walt Disney Pictures tillkännagav filmen i juni 2011 under arbetsnamnet 1952, och bytte senare namn till Tomorrowland, efter den futuristiska temaparken som finns på Disneys nöjesparker. Under skrivandet av manuset tog Bird och Lindelof inspiration från progressiva kulturella rörelser inom Rymdåldern under 1950- och 60-talen, samt från Walt Disneys optimistiska filosofi om innovation och utopi, i synnerhet hans konceptuella vision för det planerade samhället kallat EPCOT. Inspelningsstarten började i augusti 2013 med inspelningar i British Columbia, Alberta, Spanien och Florida, medan ett sekundärt filmteam spelade in i Kalifornien och Frankrike.
Tomorrowland släpptes i konventionella och IMAX-format den 22 maj 2015 och var den första biofilmen att släppas i Dolby Vision och Dolby Cinema. Vid premiären fick filmen blandade recensioner från filmkritiker; de berömde filmens bild, premiss och teman, men fick kritik för dess manus och berättelse. Filmen sålde under förväntningar i biljettkontoret.

## Rollista
- George Clooney – Frank Walker[9]
  - Thomas Robinson – Frank som barn[9][16]
- Hugh Laurie – David Nix[9]
- Britt Robertson – Casey Newton[9][17]
- Raffey Cassidy – Athena[9][18]
- Tim McGraw – Eddie Newton[9][19]
- Kathryn Hahn – Ursula Gernsback[20]
- Keegan-Michael Key – Hugo Gernsback[9]
- Chris Bauer – Franks pappa[9]
- Pierce Gagnon – Nate Newton[9]
- Judy Greer – Jenny Newton[9]
- Matthew Maccaull – Dave Clark[9]
- Garry Chalk – DJ[9]

## Soundtrack
Låtar som inte ingår i filmmusikalbumet, men som finns med i filmen inkluderar "There's a Great Big Beautiful Tomorrow" och "It's a Small World (After All)", båda skrivna av Richard M. Sherman och Robert B. Sherman.
| 1.  | A Story About the Future   |  | 0:54 |
| 2.  | A Prologue                 |  | 1:29 |
| 3.  | You've Piqued My Pin-Trist |  | 3:27 |
| 4.  | Boat Wait, There's More!   |  | 1:08 |
| 5.  | Edge of Tomorrowland       |  | 5:17 |
| 6.  | Casey v Zeitgeist          |  | 1:23 |
| 7.  | Home Wheat Home            |  | 0:42 |
| 8.  | Pin-Ultimate Experience    |  | 4:53 |
| 9.  | A Touching Tale            |  | 1:36 |
| 10. | World's Worst Shop Keepers |  | 3:34 |
| 11. | Just Get In the Car        |  | 1:42 |
| 12. | Texting While Driving      |  | 0:47 |
| 13. | Frank Frank                |  | 1:18 |
| 14. | All House Assault          |  | 4:04 |
| 15. | People Mover and Shaker    |  | 5:26 |
| 16. | What An Eiffel!            |  | 6:56 |
| 17. | Welcome Back, Walker!      |  | 2:31 |
| 18. | Sphere and Loathing        |  | 2:21 |
| 19. | As the World Burns         |  | 4:24 |
| 20. | The Battle of Bridgeway    |  | 2:52 |
| 21. | The Hail Athena Pass       |  | 0:59 |
| 22. | Electric Dreams            |  | 4:40 |
| 23. | Pins of a Feather          |  | 5:19 |
| 24. | End Credits                |  | 5:26 |